# Phoenix (Nederlands bedrijf)
Phoenix is een historisch rijwielmerk. Het bedrijf was in Leeuwarden gevestigd van 1917 tot eind 1960. In 1960 nam de NV Phoenix de NV Fongers in Groningen over en werd de productie verplaatst naar die stad. In 1961 zou het merk Germaan uit Meppel zich daarbij aansluiten. Deze combinatie (PFG) maakte op het hoogtepunt ca. 50.000 fietsen per jaar, maar het lukte directeur Siebe Schootstra (voorheen Phoenix) niet om het bedrijf rendabel te krijgen. Voorjaar 1970 werd besloten tot liquidatie van het bedrijf. De drie merknamen werden verkocht aan Batavus in Heerenveen (waarmee Phoenix in zekere zin weer terugkeerde naar Friesland) en nog gebruikt tot ver in de jaren 90.
Phoenix was het enige Nederlandse fietsmerk dat de bijzondere Zwitserse Mutaped trapasversnelling voerde (drie versnellingen in de bracket). Door een kwart slag achteruit te trappen werd overgeschakeld naar een andere versnelling.
Kenmerk van Phoenix rijwielen was dat het balhoofdplaatje met twee messing schroefjes op de balhoofdbuis werd geschroefd (andere fabrikanten gebruikten klinknagels of transfers). Phoenix onderscheidde zich met een aantal geoctrooieerde vindingen: de stroomdraad voor het achterlicht door het frame en aanklikbare jasbeschermers vanaf 1937. In de jaren 50 maakte Phoenix fietsen met een moderne vormgeving (hoekige spatborden en balhoofdringen; een kruisframe; sportmodellen in moderne kleuren).
Van 1917 tot 1961 maakte het merk ca. 350.000 fietsen. Met name de Mutaped fietsen zijn nog steeds gezocht door liefhebbers van historische fietsen.